# Sweet Dreams (Are Made of This)
Sweet Dreams (Are Made of This) – singel brytyjskiego duetu Eurythmics, wydany w 1983 roku.

## Ogólne informacje
Był to czwarty singel z albumu Sweet Dreams (Are Made of This) i pierwszy duży przebój zespołu. Dotarł do 1. miejsca w USA i 2. w Wielkiej Brytanii, torując tym samym drogę zespołowi do światowej sławy.
W 1991 roku wydano na singlu remix piosenki, który miał za zadanie promować kompilację przebojów Eurythmics, Greatest Hits
W 2011 roku Emily Browning wykonała cover utworu do filmu Sucker Punch.
Oryginalna wersja utworu pojawiła się także w 1. odcinku 1. sezonu serialu Grimm (2011), a także w filmie X-men: Apocalypse (2016).

## Kompozycja
Głównym motywem instrumentalnym wykorzystanym w utworze jest riff syntezatora analogowego, który Dave Stewart przypadkowo odkrył w studiu grając linię basową od tyłu. Oprócz syntezatora, aranżacja wykorzystuje także Movement Systems Drum Computer, fortepian w środkowej oktawie i multitracking wokalu Annie Lennox.

## Wersje płytowe
7" vinyl
- A: „Sweet Dreams (Are Made of This)” – 3:35
- B: „I Could Give You a Mirror” [alternatywna wersja] – 3:58

12" vinyl
- A: „Sweet Dreams (Are Made of This)” [długa wersja] – 4:48
- B1: „I Could Give You a Mirror” [alternatywna wersja] – 3:58
- B2: „Baby’s Gone Blue” – 4:17

3" CD (1989 re-release)
1. „Sweet Dreams (Are Made of This)” – 3:35
2. „I Could Give You a Mirror” [alternatywna wersja] – 3:58
3. „Here Comes the Rain Again” – 4:54
4. „Paint a Rumour” – 7:30

## Teledysk
Do piosenki nakręcono kultowy już teledysk, w którym Annie Lennox wystąpiła w męskim garniturze, z włosami zafarbowanymi na pomarańczowo. Androgyniczny wizerunek Annie wywołał kontrowersje w Stanach Zjednoczonych, gdzie przez pewien czas emisja teledysku w MTV była zabroniona. Teledysk został nakręcony przez Chrisa Ashbrooka.

## Pozycje na listach przebojów
| Kraj              | Pozycja |
| ----------------- | ------- |
| Wielka Brytania   | 2       |
| Stany Zjednoczone | 1       |
| Kanada            | 1       |
| Irlandia          | 2       |
| Niemcy            | 4       |
| Austria           | 9       |
| Szwajcaria        | 8       |
| Holandia          | 10      |
| Polska            | 14      |
| Australia         | 6       |
| Nowa Zelandia     | 2       |
| RPA               | 5       |

## Certyfikaty i sprzedaż
| Kraj                     | Certyfikat         | Sprzedaż   |
| ------------------------ | ------------------ | ---------- |
| Dania (IFPI Danmark)     | platynowa płyta    | 90 000+    |
| Francja (SNEP)           | złota płyta        | 500 000+   |
| Kanada (MC)              | złota płyta        | 50 000+    |
| Stany Zjednoczone (RIAA) | złota płyta        | 1 000 000+ |
| Wielka Brytania (BPI)    | 2x platynowa płyta | 1 200 000+ |
| Włochy (FIMI)            | 2x platynowa płyta | 200 000+   |

## Wersja Marilyn Manson

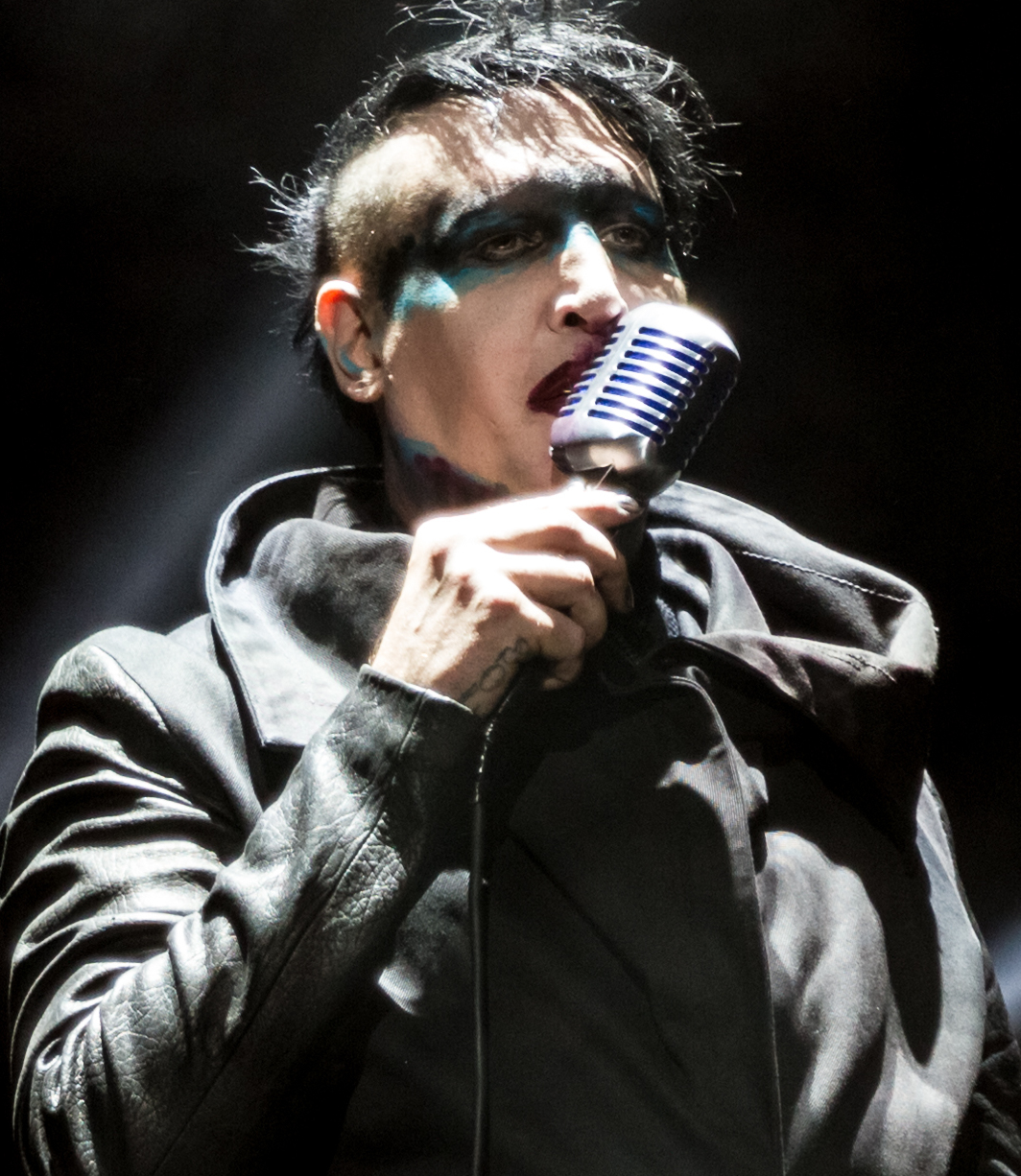
Marilyn Manson wykonawca utworu

„Sweet Dreams (Are Made of This)” – singel Marilyn Mansona, pochodzący z albumu Smells Like Children. Cover utworu pod tym samym tytułem z repertuaru grupy Eurythmics. Piosenka znalazła się także na albumie Marilyn Mansona pt. Lest We Forget: The Best of, podsumowującym dziesięcioletnią działalność medialną zespołu. Została wydana w roku 1996 przez Interscope Records, ponieważ – jak wyznał w swojej autobiografii frontman – wytwórnia Nothing, wcześniej współpracująca z grupą, nie chciała go opublikować.
Utwór znalazł się na ścieżce dźwiękowej do horroru Dom na Przeklętym Wzgórzu (1999). Ścieżka dźwiękowa została wykorzystana również w filmie Gamer, a także w jednym z odcinków serialu młodzieżowego Jezioro marzeń.

### Certyfikaty i sprzedaż
| Kraj                  | Certyfikat    | Sprzedaż |
| --------------------- | ------------- | -------- |
| Wielka Brytania (BPI) | srebrna płyta | 200 000+ |